# 시노르니스
시노르니스(Sinornis)는 중생대 백악기에 아시아대륙에서 서식한 조류의 일종이다. 화석은 1999년 중국에서 발견되었다. 크기는 약 10cm, 체중은 100g정도로 오늘날의 참새와 비슷한 크기다. 부리에는 이빨이 있다. 주로 곤충을 잡아먹었을 것으로 보인다.

## 같이 보기
- 시조새
- 코리아나오르니스
- 공자새